# Припышминские Боры
Припышми́нские Боры́ — национальный парк на территории Тугулымского и Талицкого районов Свердловской области России.

## История создания
Национальный парк был образован 20 июня 1993 года с целью сохранения уникального природного комплекса сосновых и берёзовых лесов.
Общая площадь парка составляет 49 050 га. Большую часть территории занимают лесные земли (около 90 % площади). На оставшейся части территории располагаются болота, водоёмы, совсем незначительную часть площади занимают сенокосы, пашни и пастбища.

## География
Припышминские Боры расположены на западной окраине Западно-Сибирской равнины. Климат района континентальный. Характерны поздние весенние и ранние осенние заморозки. Зимой наблюдается стойкий снежный покров (с ноября по апрель), мощность которого иногда достигает 80 см.

## Флора и фауна

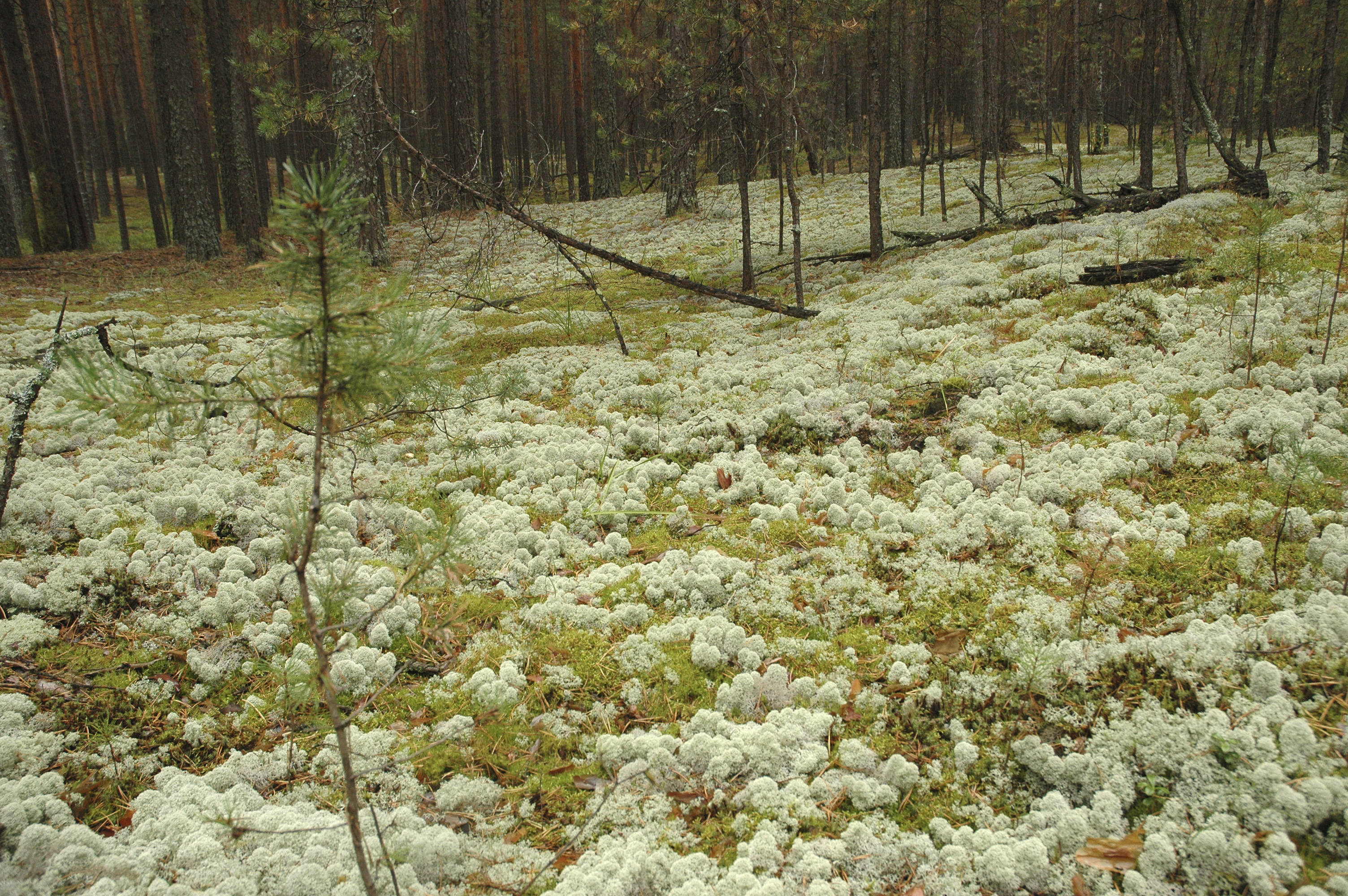
Нижний ярус соснового бора

На территории парка произрастает в основном таёжная растительность. Преобладают хвойные породы (более 60 % площади), которые представлены сосной, елью, пихтой и лиственницей. Под пологом сосняков встречается реликт постгляциальной эпохи — вереск обыкновенный. Среди лиственных пород преобладают осина, ольха, липа и особенно берёза. В пойме Пышмы сохранились злаково-разнотравные и осоково-разнотравные луга. Также здесь встречаются такие редкие виды растений, как лилия кудреватая, ирис сибирский, венерин башмачок.
Характерными представителями животного мира Припышминских боров являются: белка, заяц-беляк, ондатра, куница, рысь, барсук, горностай, волк, лисица, енотовидная собака, бурый медведь, косуля, лось, кабан, речной бобр. Среди птиц характерны рябчик, тетерев и глухарь.